# Sông Beni

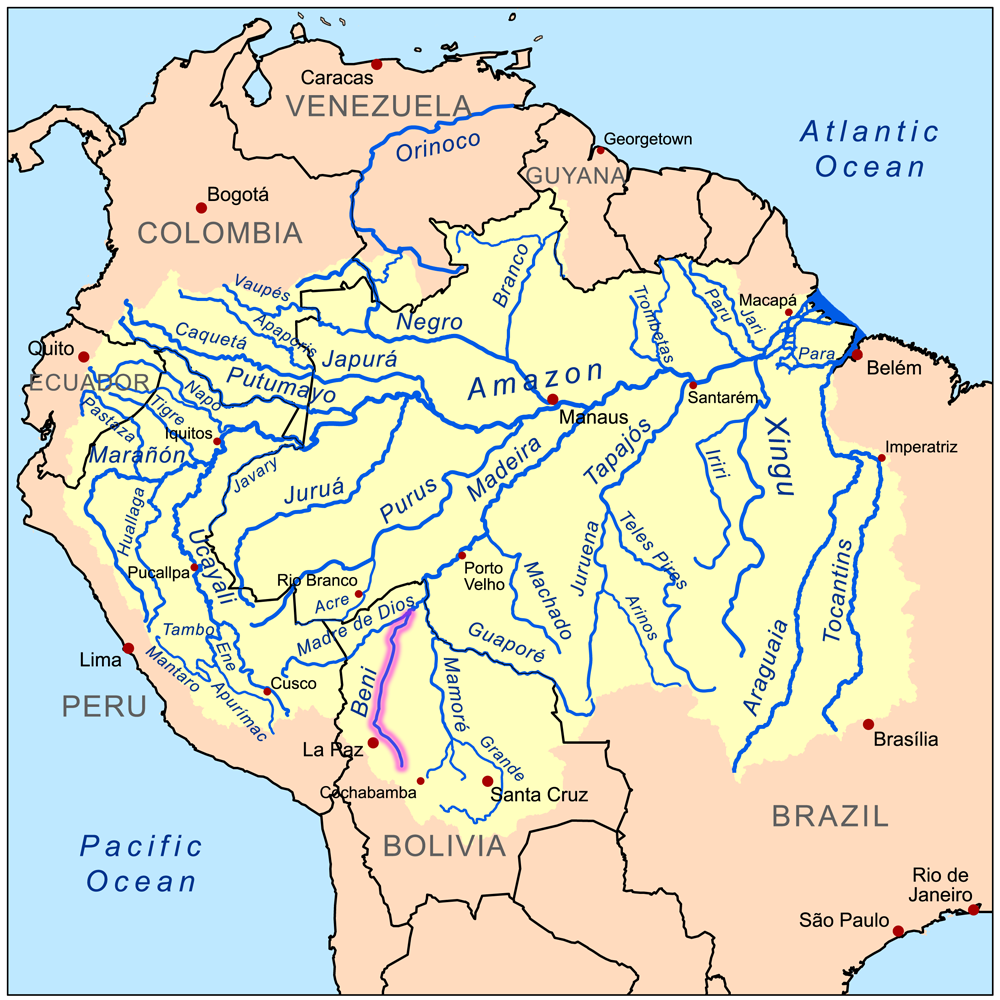
Bản đồ bồn địa Amazon với sông Beni được tô đậm

Sông Beni (tiếng Tây Ban Nha: Río Beni) là một sông tại miền bắc của Bolivia. Sông dài khoảng 1.178 km và nếu tính theo Beni-Alto Beni, chiều dài sẽ là 1.6191 km
Sông khởi nguồn từ phía bắc thủ đô La Paz và chảy về phía đông bắc. Chi lưu quan trọng nhất của nó là sông Madre de Dios. Một chi lưu khác là sông Tuichi tại vườn quốc gia Madidi. Sông Tuichi hợp dòng vào sông Beni tại thượng du ở thị trấn Rurrenabaque. Phía nam Rurrenabaque, sông Beni chảy qua một vùng rừng nhiệt đới. 30 km trước khi hợp dòng vào sông Mamoré trên biên giới Bolivia-Brasil, các ghềnh Cachuela Esperanza phả vỡ khả năng thông hành lên thượng nguồn của sông.